# ميلين دوريا
ميلين جين مارتين دوريا (من مواليد 7 أغسطس 2001) هي لاعبة كرة قدم محترفة تلعب كلاعبة خط وسط لصالح نادي لومان في دوري الدرجة الثانية الفرنسي. ولدت في فرنسا، وتلعب للمنتخب الجزائري.

## المسيرة الكروية
في يوليو 2023، غادرت نادي سانت مور ووقعت مع نادي نانت.

## المسيرة الدولية
في سبتمبر 2023، تلقت أول استدعاء لها للانضمام إلى المنتخب الجزائري من قبل المدرب فريد بن ستيتي للمشاركة في مواجهة مزدوجة ضد أوغندا ضمن الجولة الأولى من تصفيات كأس الأمم الإفريقية للسيدات 2024.
في 4 ديسمبر 2023، ظهرت لأول مرة مع الفريق ضد بوروندي، عندما دخلت بدلاً من مارين دافور في الدقيقة 82. وتأهلت الجزائر لكأس إفريقيا. 
واستدعيت مرة أخرى في فبراير 2024 لمعسكر تدريبي في المركز الفني الوطني بسيدي موسى، جزءًا من التحضيرات للبطولة النهائية. في 24 فبراير 2024، دخلت بديلة ضد بوركينا فاسو.

## إحصائيات المهنة

### النادي
آخر تحديث 3 نوفمبر 2024.
| النادي          | الموسم          | الدوري          | الدوري | الدوري  | الكأس  | الكأس   | المجموع | المجموع |
| النادي          | الموسم          | القسم           | الظهور | الأهداف | الظهور | الأهداف | الظهور  | الأهداف |
| --------------- | --------------- | --------------- | ------ | ------- | ------ | ------- | ------- | ------- |
| سانت مور        | 2019–20         | الثاني          | 1      | 0       | 0      | 0       | 1       | 0       |
| سانت مور        | 2020–21         | الثاني          | 4      | 0       | 0      | 0       | 4       | 0       |
| سانت مور        | 2021–22         | الثاني          | 14     | 0       | 0      | 0       | 14      | 0       |
| سانت مور        | المجموع         | المجموع         | 19     | 0       | 0      | 0       | 19      | 0       |
| نانت            | 2023–24         | الثاني          | 15     | 1       | 4      | 2       | 19      | 3       |
| نانت            | المجموع         | المجموع         | 15     | 1       | 4      | 2       | 19      | 3       |
| لومان           | 2024–25         | الدوري الثاني   | 6      | 1       | 0      | 0       | 6       | 1       |
| لومان           | المجموع         | المجموع         | 6      | 1       | 0      | 0       | 6       | 1       |
| المجموع الوظيفي | المجموع الوظيفي | المجموع الوظيفي | 40     | 2       | 4      | 2       | 44      | 4       |

### دولي
آخر تحديث 7 أبريل 2024.
| المنتخب الوطني | سنة     | الظهور | الأهداف |
| -------------- | ------- | ------ | ------- |
| الجزائر        | 2023    | 1      | 0       |
| الجزائر        | 2024    | 1      | 0       |
| المجموع        | المجموع | 2      | 0       |

## روابط خارجية
- ميلين جين مارتين دوريا على موقع قاعدة بيانات كرة القدم.إي يو (الإنجليزية)
- ميلين جين مارتين دوريا على موقع Soccerway.com (الإنجليزية)
- ميلين جين مارتين دوريا على موقع عالم كرة القدم.نت (الإنجليزية)
- ميلين جين مارتين دوريا على موقع GSA (الإنجليزية)